# Collegio di East Yorkshire
East Yorkshire è stato un collegio elettorale inglese della Camera dei comuni del Parlamento del Regno Unito, situato nell'Humberside. Eleggeva un membro del Parlamento con il sistema maggioritario a turno unico; il collegio è stato abolito in occasione della revisione periodica del 2024.

## Estensione
- 1997–2010: il borgo di East Yorkshire.
- 2010–2024: i ward del distretto di East Riding of Yorkshire di Bridlington Central and Old Town, Bridlington North, Bridlington South, Driffield and Rural, East Wolds and Coastal, Pocklington Provincial e Wolds Weighton. Fu ri-denominato da East Yorkshire a Yorkshire East.

Yorkshire East copriva la parte settentrionale dell'autorità unitaria dell'East Riding of Yorkshire, da Pocklington e Market Weighton passando per Driffield fino a Bridlington e corrispondeva all'ex distretto dello Yorkshire orientale.

## Storia
Il collegio fu creato nel 1997 per sostituire Bridlington. L'ultimo deputato conservatore di quel collegio, John Townend, in carica dal 1979, fu rieletto nel nuovo collegio fino al suo ritiro nel 2001. Il suo successore, il deputato Greg Knight, aveva in precedenza rappresentato il collegio di Derby North dal 1983 fino alla sua sconfitta alle elezioni generali del 1997. Fino al 2024, Yorkshire East è stato un seggio assicurato al Partito Conservatore, e si posizionava 170º nella classifica delle maggiori percentuali ottenute dal partito, sui 631 candidati alle elezioni del 2010.

## Membri del Parlamento
| Elezione | Elezione    | Deputato         | Partito          |
| -------- | ----------- | ---------------- | ---------------- |
|          | 1997        | John Townend     | Conservatore     |
| 2001     | Greg Knight |                  | Conservatore     |
|          | 2024        | Collegio abolito | Collegio abolito |

## Risultati elettorali

### Elezioni negli anni 2010
| Partito                    | Partito                                   | Candidato                  | Risultati 12 dicembre 2019 | Risultati 12 dicembre 2019 |
| Partito                    | Partito                                   | Candidato                  | Voti                       | %                          |
| -------------------------- | ----------------------------------------- | -------------------------- | -------------------------- | -------------------------- |
|                            | Conservatore                              | Greg Knight                | 33 988                     | 64,41                      |
|                            | Laburista                                 | Catherine Minnis           | 11 201                     | 21,23                      |
|                            | Lib Dem                                   | Dale Needham               | 4 219                      | 8,00                       |
|                            | Yorkshire                                 | Timothy Norman             | 1 686                      | 3,20                       |
|                            | Verdi                                     | Mike Jackson               | 1 675                      | 3,17                       |
|                            |                                           |                            |                            |                            |
| Iscritti                   | Iscritti                                  | Iscritti                   | 80 871                     | 100,00                     |
| ↳ Votanti (% su iscritti)  | ↳ Votanti (% su iscritti)                 | ↳ Votanti (% su iscritti)  | 52 769                     | 65,25                      |
| ↳ Astenuti (% su iscritti) | ↳ Astenuti (% su iscritti)                | ↳ Astenuti (% su iscritti) | 28 102                     | 34,75                      |
|                            |                                           |                            |                            |                            |
|                            | Esito: collegio confermato a Conservatore |                            |                            |                            |

| Partito                    | Partito                                   | Candidato                  | Risultati 8 giugno 2017 | Risultati 8 giugno 2017 |
| Partito                    | Partito                                   | Candidato                  | Voti                    | %                       |
| -------------------------- | ----------------------------------------- | -------------------------- | ----------------------- | ----------------------- |
|                            | Conservatore                              | Greg Knight                | 31 442                  | 58,27                   |
|                            | Laburista                                 | Alan Clark                 | 16 436                  | 30,46                   |
|                            | Lib Dem                                   | Carl Minns                 | 2 134                   | 3,96                    |
|                            | UKIP                                      | Andrew Dennis              | 1 986                   | 3,68                    |
|                            | Yorkshire                                 | Timothy Norman             | 1 015                   | 1,88                    |
|                            | Verdi                                     | Michael Jackson            | 943                     | 1,75                    |
|                            |                                           |                            |                         |                         |
| Iscritti                   | Iscritti                                  | Iscritti                   | 80 531                  | 100,00                  |
| ↳ Votanti (% su iscritti)  | ↳ Votanti (% su iscritti)                 | ↳ Votanti (% su iscritti)  | 53 956                  | 67,00                   |
| ↳ Astenuti (% su iscritti) | ↳ Astenuti (% su iscritti)                | ↳ Astenuti (% su iscritti) | 26 575                  | 33,00                   |
|                            |                                           |                            |                         |                         |
|                            | Esito: collegio confermato a Conservatore |                            |                         |                         |

| Partito                    | Partito                                   | Candidato                  | Risultati 7 maggio 2015 | Risultati 7 maggio 2015 |
| Partito                    | Partito                                   | Candidato                  | Voti                    | %                       |
| -------------------------- | ----------------------------------------- | -------------------------- | ----------------------- | ----------------------- |
|                            | Conservatore                              | Greg Knight                | 25 276                  | 50,56                   |
|                            | Laburista                                 | Kevin Hickson              | 10 343                  | 20,69                   |
|                            | UKIP                                      | Steph Todd                 | 8 955                   | 17,91                   |
|                            | Lib Dem                                   | Robert Adamson             | 2 966                   | 5,93                    |
|                            | Verdi                                     | Mark Maloney               | 1 731                   | 3,46                    |
|                            | Yorkshire                                 | Stewart Arnold             | 720                     | 1,44                    |
|                            |                                           |                            |                         |                         |
| Iscritti                   | Iscritti                                  | Iscritti                   | 81 022                  | 100,00                  |
| ↳ Votanti (% su iscritti)  | ↳ Votanti (% su iscritti)                 | ↳ Votanti (% su iscritti)  | 49 991                  | 61,70                   |
| ↳ Astenuti (% su iscritti) | ↳ Astenuti (% su iscritti)                | ↳ Astenuti (% su iscritti) | 31 031                  | 38,30                   |
|                            |                                           |                            |                         |                         |
|                            | Esito: collegio confermato a Conservatore |                            |                         |                         |

| Partito                    | Partito                                   | Candidato                  | Risultati 6 maggio 2010 | Risultati 6 maggio 2010 |
| Partito                    | Partito                                   | Candidato                  | Voti                    | %                       |
| -------------------------- | ----------------------------------------- | -------------------------- | ----------------------- | ----------------------- |
|                            | Conservatore                              | Greg Knight                | 24 328                  | 47,47                   |
|                            | Lib Dem                                   | Robert Adamson             | 10 842                  | 21,15                   |
|                            | Laburista                                 | Paul Rounding              | 10 401                  | 20,29                   |
|                            | UKIP                                      | Chris Daniels              | 2 142                   | 4,18                    |
|                            | BNP                                       | Gary Pudsey                | 1 865                   | 3,64                    |
|                            | Social Democratico                        | Ray Allerston              | 914                     | 1,78                    |
|                            | Verdi                                     | Mike Jackson               | 762                     | 1,49                    |
|                            |                                           |                            |                         |                         |
| Iscritti                   | Iscritti                                  | Iscritti                   | 80 335                  | 100,00                  |
| ↳ Votanti (% su iscritti)  | ↳ Votanti (% su iscritti)                 | ↳ Votanti (% su iscritti)  | 51 254                  | 63,80                   |
| ↳ Astenuti (% su iscritti) | ↳ Astenuti (% su iscritti)                | ↳ Astenuti (% su iscritti) | 29 081                  | 36,20                   |
|                            |                                           |                            |                         |                         |
|                            | Esito: collegio confermato a Conservatore |                            |                         |                         |

### Elezioni negli anni 2000
| Partito                    | Partito                                   | Candidato                  | Risultati 5 maggio 2005 | Risultati 5 maggio 2005 |
| Partito                    | Partito                                   | Candidato                  | Voti                    | %                       |
| -------------------------- | ----------------------------------------- | -------------------------- | ----------------------- | ----------------------- |
|                            | Conservatore                              | Greg Knight                | 21 215                  | 45,21                   |
|                            | Laburista                                 | Emma Hoddinott             | 14 932                  | 31,82                   |
|                            | Lib Dem                                   | Jim Wastling               | 9 075                   | 19,34                   |
|                            | UKIP                                      | Christopher Tresidder      | 1 703                   | 3,63                    |
|                            |                                           |                            |                         |                         |
| Iscritti                   | Iscritti                                  | Iscritti                   | 76 674                  | 100,00                  |
| ↳ Votanti (% su iscritti)  | ↳ Votanti (% su iscritti)                 | ↳ Votanti (% su iscritti)  | 46 925                  | 61,20                   |
| ↳ Astenuti (% su iscritti) | ↳ Astenuti (% su iscritti)                | ↳ Astenuti (% su iscritti) | 29 749                  | 38,80                   |
|                            |                                           |                            |                         |                         |
|                            | Esito: collegio confermato a Conservatore |                            |                         |                         |

| Partito                    | Partito                                   | Candidato                  | Risultati 7 giugno 2001 | Risultati 7 giugno 2001 |
| Partito                    | Partito                                   | Candidato                  | Voti                    | %                       |
| -------------------------- | ----------------------------------------- | -------------------------- | ----------------------- | ----------------------- |
|                            | Conservatore                              | Greg Knight                | 19 861                  | 45,85                   |
|                            | Laburista                                 | Tracey Simpson-Laing       | 15 179                  | 35,04                   |
|                            | Lib Dem                                   | Mary-Rose Hardy            | 6 300                   | 14,54                   |
|                            | UKIP                                      | Trevor Pearson             | 1 661                   | 3,83                    |
|                            | Indipendente                              | Paul Dessoy                | 313                     | 0,72                    |
|                            |                                           |                            |                         |                         |
| Iscritti                   | Iscritti                                  | Iscritti                   | 72 310                  | 100,00                  |
| ↳ Votanti (% su iscritti)  | ↳ Votanti (% su iscritti)                 | ↳ Votanti (% su iscritti)  | 43 314                  | 59,90                   |
| ↳ Astenuti (% su iscritti) | ↳ Astenuti (% su iscritti)                | ↳ Astenuti (% su iscritti) | 28 996                  | 40,10                   |
|                            |                                           |                            |                         |                         |
|                            | Esito: collegio confermato a Conservatore |                            |                         |                         |

## Risultati dei referendum

### Referendum sulla permanenza del Regno Unito nell'Unione europea del 2016
|             | Collegio       | Lasciare UE % | Rimanere in UE % |
| ----------- | -------------- | ------------- | ---------------- |
|             | East Yorkshire | 63,3%         | 36,7%            |
| Inghilterra | 53,3%          | 46,7%         |                  |
| Regno Unito | 51,9%          | 48,1%         |                  |